# LD2 2019
LD2 2019 é um cometa da família Júpiter descoberto pelo Asteroid Terrestrial-impact Last Alert System (ATLAS) em 10 de junho de 2019.